# Kostenvoranschlag

Kostenvoranschlag für die Lackierung einer Stoßstange

Ein Kostenvoranschlag (juristisch auch  Kostenanschlag genannt) ist in Wirtschaft und Verwaltung eine kaufmännische Vorkalkulation, die mit einem rechtsverbindlichen Angebot vergleichbar ist.

## Allgemeines
Beim Kostenvoranschlag handelt es sich um eine ausführliche Kalkulation der – meist in einem Werkvertrag – versprochenen Leistungen. Ein Kostenvoranschlag dient einem Kunden oder Auftraggeber dazu, sich eine Vorstellung darüber zu verschaffen, was ihn ein bestimmter Auftrag kosten würde. Für den Kunden sind Kostenvoranschläge unverbindlich. Der Kunde kann durch Rücksendung des unterschriebenen Kostenvoranschlags diesen einfach annehmen, so dass ein Vertrag mit entsprechendem Inhalt zustande kommt.
Oftmals werden Kostenvoranschläge vom Kunden so bestellt, dass dieser verschiedene Optionen zu- oder abwählen kann, um sie dem individuellen Finanzrahmen anpassen zu können und deren jeweilige wirtschaftliche Vertretbarkeit zu ermitteln.

## Arten und Inhalt
Kostenvoranschläge gibt es in der Technik (z. B. Bauwesen, Kfz-Instandsetzung oder Elektrotechnik), aber auch im Finanzwesen, z. B. bei Lebensversicherungen die Prämienkalkulation, und im medizinischen Bereich (z. B. für ärztliche und zahnärztliche Leistungen).
Hauptmerkmale eines Kostenvoranschlags sind:
- eine detaillierte Beschreibung zu Art und Umfang der nötigen Arbeiten,
- die dafür nötige Arbeitszeit und die zugehörigen Arbeitskosten,
- das dafür nötige Material und die zugehörigen Materialkosten,
- der Erfüllungszeitraum, z. B. in Form einer Bauzeit.
- die Vergütung für den Kostenvoranschlag selbst (falls vereinbart),
- der Gesamtpreis und die Zahlungsbedingungen[2].

## Entgelt
Für Kostenvoranschläge werden in Deutschland ohne besondere Vereinbarung keine Entgelte fällig (§ 632 Abs. 3 BGB), wobei jedoch der jeweilige Dienstleister durchaus bemüht sein wird, für diese Leistung ein Entgelt zu erzielen. Ob und wie eine solche Entgeltpflicht auch durch Allgemeine Geschäftsbedingungen vereinbart werden kann, ist als streitig anzusehen. Oftmals besteht von Seiten des Anbieters die Möglichkeit, dass solche Entgelte bei Auftragserteilung zu Gunsten des Kunden verrechnet werden.
Sinnvoll ist die Vereinbarung eines Entgelts insbesondere, wenn im Kostenvoranschlag bereits ein Teil der angebotenen Leistung erfüllt wird. Beispielsweise kann bei der Reparatur eines Computers die Fehlersuche den Hauptteil der Arbeit ausmachen.

## Wirkungen
Die in einem Kostenvoranschlag getroffenen Aussagen über den Gesamtpreis beruhen weitgehend auf Schätzungen und dürfen nur unwesentlich (Einzelfallentscheidung ca. 10 % bis 25 %) überschritten werden. Im Falle einer solchen Überschreitung hat der Unternehmer dem Besteller bzw. Kunden unverzüglich die Überschreitung anzuzeigen (§ 649 Abs. 2 BGB). Der Besteller ist seinerseits zur Kündigung des Vertrages berechtigt. Er ist dem Unternehmer sodann zur Zahlung eines der geleisteten Arbeit entsprechenden Teiles der Vergütung und Ersatz der in der Vergütung nicht inbegriffenen Auslagen verpflichtet.
Nach einem Urteil des OLG Köln trifft den Unternehmer auch dann eine solche Mitteilungspflicht, wenn er dem Kunden gar keinen Kostenvoranschlag erstellt hat und er auf Stundenlohnbasis seine Leistungen abrechnet.
Seriöse Unternehmer stellen dem Kostenvoranschlag die so genannte Nachkalkulation gegenüber, um für zukünftige Angebote eine fundiertere und somit verbesserte kaufmännische Kalkulationsgrundlage zu erhalten.